# 1471 az irodalomban
Az 1471. év az irodalomban.

## Születések
- 1471 körül – Brodarics István váci püspök, a mohácsi csata történetének krónikása († 1539)

## Halálozások
- március 12. – Karthauzi Szent Dénes (hollandul: Denis van Ryckel, latinul: Dionysius Carthusianus) németalföldi karthauzi szerzetes, egyházi író (* 1402 ?)
- március 14. – Thomas Malory angol író (* 1405 körül)
- július 25. – Kempis Tamás késő középkori holland bibliamásoló, latin nyelven író teológus, keresztény misztikus, egyházi író (* 1379 vagy 1380)